# Aidarbataljonen

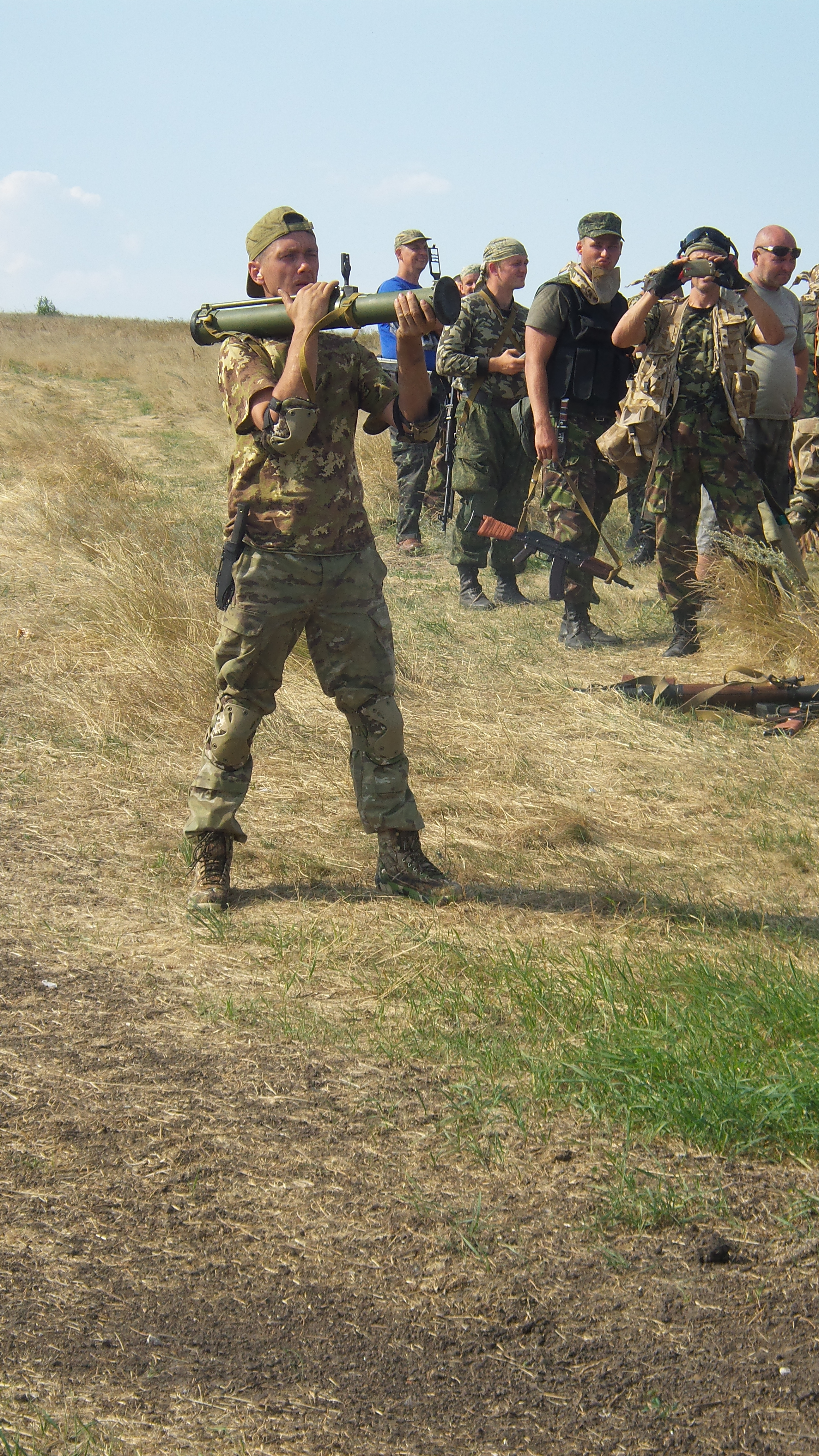
Soldater ur Aidarbataljonen i Luhansk oblast 2 augusti 2014

Aidarbataljonen (ukrainska:  24-й окремий штурмовий батальйон «Айдар») är ett paramilitärt frivilligförband i Ukraina. Bataljonen har nära förbindelser till Ukrainas högerextrema rörelser och dess medlemmar har fotograferats med nynazistiska symboler.

## Historia
Ukrainas inrikesminister Arsen Avakov utfärdade den 15 april 2014 ett dekret om att godkänna frivilliga paramilitära grupper för strider i östra Ukraina. En orsak till att de ukrainska frivilligbataljonerna har skapats är att krigsledningen har haft problem med lojaliteten inom den ukrainska armén. Aidarbataljonen strider inte officiellt ihop med den ukrainska armén men har ukrainska regeringens stöd och godkännande och har sedan den inrättades deltagit i kriget mot de proryska rebellerna i landets östra delar.
Enligt Amnesty har organisationen fått rapporter om att Aidarbataljonen har mördat civila och genomförd kidnappningar, samt rånat, misshandlat och utpressat personer som de anklagar för samarbete med Ryssland.